# Charles Maurras
Charles Marie Photius Maurras (Martigues, 20 aprile 1868 – Tours, 16 novembre 1952) è stato un giornalista, saggista, politico e poeta francese, leader del
movimento politico Action Française, fondatore e direttore dell'omonimo quotidiano nazionalista monarchico e dell'ideologia denominata maurrassismo.

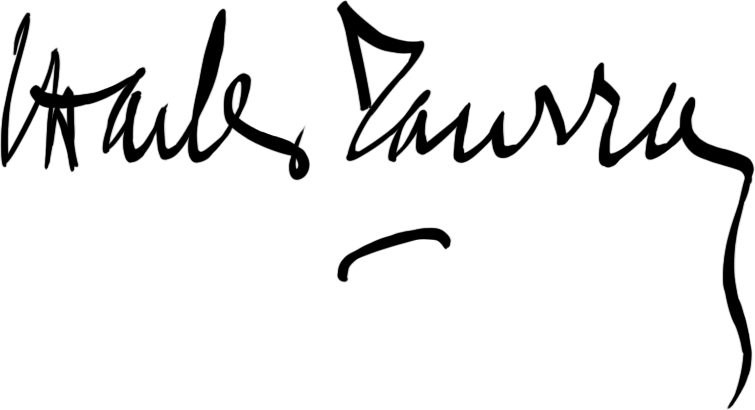
Firma di Charles Maurras

## Biografia

### Primi anni
Maurras nacque in una famiglia della piccola borghesia provenzale. Fece i suoi primi studi in un collegio religioso, ma perse la fede rapidamente, quando dovette rinunciare alla carriera militare in marina della tradizione familiare, a causa di una sordità parziale che lo colpì in adolescenza. 

### Formazione culturale
Dopo aver superato gli esami di maturità nel 1885, partì alla volta di Parigi, dove divenne giornalista letterario. Si legò ad Anatole France, che rafforzò il suo agnosticismo, e subì l'influenza del positivismo di Auguste Comte. Charles Maurras subì in seguito l'influenza filosofica di Platone e Aristotele, Joseph de Maistre, Louis de Bonald, Chateaubriand (le cui idee "sentimentali" poi rinnegherà), l'autore razzista Gobineau, Dante e Tommaso d'Aquino. Le influenze storiche vanno da Sainte-Beuve a Fustel de Coulanges passando da Hippolyte Taine e Ernest Renan. Si intravedono anche alcune idee "aristocratico-elitiste" in parallelo alla riflessione di Friedrich Nietzsche, mescolati a contraddittori sentimenti populistico-demagogici in politica. Egli era inoltre un classicista (nelle arti è un grande ammiratore del neoclassicismo), anti-realista (con eccezioni verso Flaubert), filo-parnassiano e anti-romantico in letteratura, lontano anche dal decadentismo. Oltre a de Maistre e de Bonald che ispirarono sempre le sue idee politiche, fu vicino alle teorie di Le Play, a La Tour du Pin e all'idea monarchica "democratico-corporativa" di Enrico d'Artois, per le sue idee economiche e sociali. Per quanto riguarda il positivismo, seguì specialmente "l'ultimo" Comte, la fase del positivismo come religione laica e le idee controrivoluzionarie del padre del positivismo, riconoscendo la validità anche della religione tradizionale in cui pure non credeva. Per questo subordinare al nazionalismo la religione, Maurras e i suoi scritti subirono la condanna papale. In seguito aderì ad un virulento antisemitismo che lo caratterizzerà sempre.

### Politica: antisemitismo e nazionalismo
Maurras compì una svolta radicale a partire dal 1895-1896: incontrò il nazionalista repubblicano, allora anche antisemita, Maurice Barrès, collaborò a La Cocarde, ma soprattutto, rientrò profondamente mutato da un viaggio in Grecia, dove aveva seguito i primi giochi olimpici moderni per conto della Gazette de France. Si schierò con risoluzione nel campo degli anti-dreyfusiani, e si convertì all'idea monarchica, aderendo al legittimismo-unionismo, ossia il riconoscimento degli Orléans come successori legali di Enrico V di Francia; da questo periodo nei suoi discorsi erano ricorrenti gli attacchi contro il "sindacato ebraico" in difesa di Alfred Dreyfus, anche se fosse stato effettivamente innocente (come era e come Maurras probabilmente sapeva), e fu un tema propagandistico usato continuamente da Maurras per tutta la vita, anche molto tempo dopo la morte dell'ufficiale ebreo condannato e poi graziato per tradimento verso la Germania. I dreyfusards come Émile Zola erano considerati da Maurras dei traditori filoebraici a prescindere dalla colpevolezza del militare, e responsabili secondo lui del suicidio di Hubert-Joseph Henry (argomento dell'articolo con cui Maurras divenne famoso, intitolato Il primo sangue), complice del vero probabile traditore, Ferdinand Walsin Esterhazy; Erano inoltre ritenuti dai nazionalisti colpevoli dello svilimento del ruolo dell'esercito. Nel 1907, durante la solenne cerimonia di traslazione delle ceneri di Zola al Pantheon, un giornalista di estrema destra, Louis Grégori, spara due colpi di pistola ad Alfred Dreyfus, ferendolo leggermente a un braccio. Il giornalista dichiara di aver agito da solo e di non aver voluto colpire Dreyfus come persona, ma come rappresentante del dreyfusianesimo colpevole, ai suoi occhi, di «glorificare il tradimento di Dreyfus e l'antimilitarismo di Zola». 

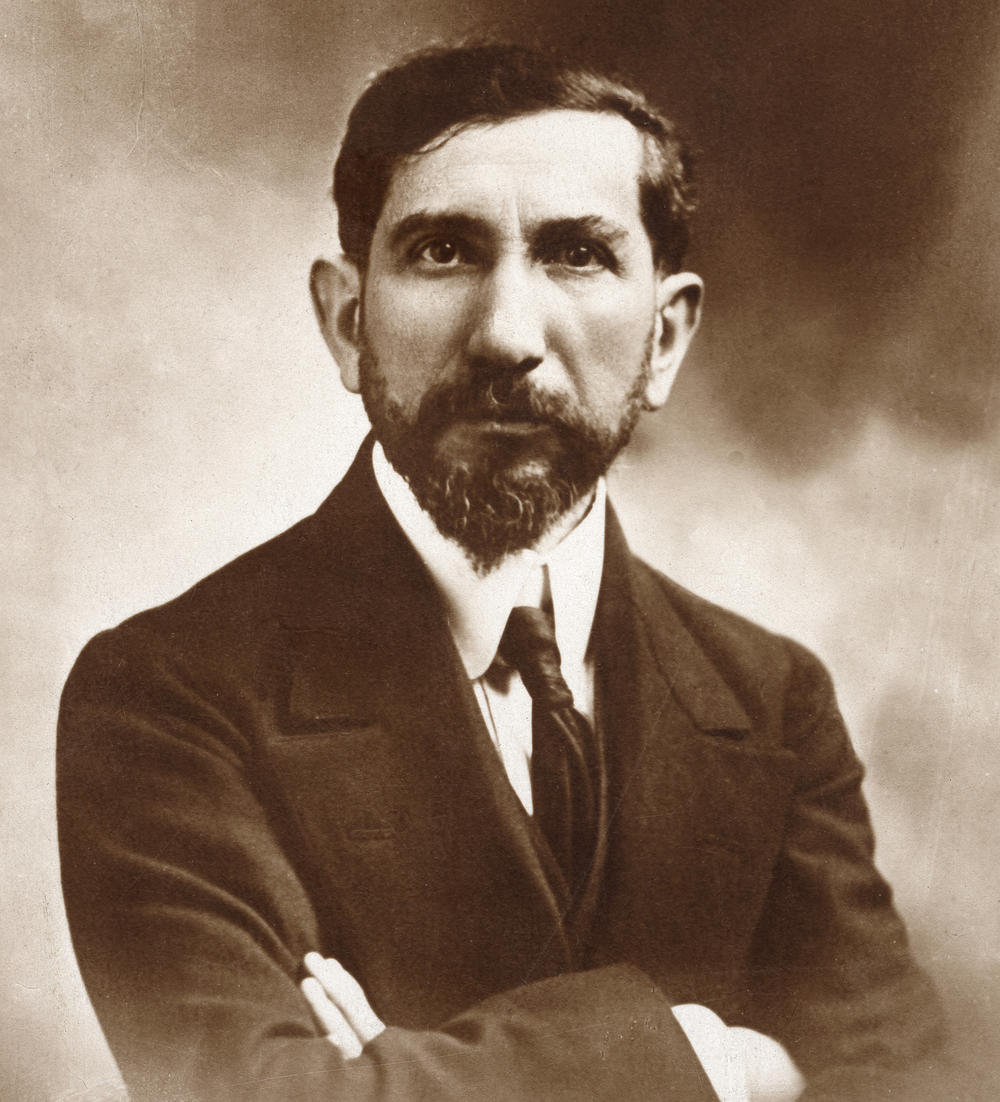
Maurras prima del 1909

I giurati popolari lo assolvono perché in quel momento «non era responsabile dei suoi atti». Grazie a un informatore, la polizia sa che durante alcune riunioni degli estremisti di destra dell'Action Française si è parlato a lungo di compiere un «atto dimostrativo», assassinando Dreyfus durante la cerimonia per Zola. Un certo André Gaucher si offrì di compiere la missione. Un ricco monarchico offrì un premio di ventimila franchi a chi avesse ucciso il «traditore ebreo», ma chi si oppose fu proprio Charles Maurras, in quanto riteneva che avere Dreyfus vivo fosse più conveniente: «Sopprimendo Dreyfus, perdiamo la nostra migliore arma contro la Repubblica»

Fu un dirigente, poi direttore editoriale e uno dei fondatori del giornale nazionalista, germanofobo, monarchico-reazionario, anti-giacobino-repubblicano, anticomunista, ostile alla democrazia liberale e antisemita L'Action Française, organo del movimento politico omonimo Action française. Egli dispiegò, con i suoi principali collaboratori, una grande virulenza, arrivando fino ad appellarsi esplicitamente all'assassinio, principalmente verso Abraham Schrameck, ministro dell'Interno nel 1925 («Sarà senza odio e senza timore che darò l'ordine di spargere il vostro sangue di cane, se abuserete del potere pubblico per spargere del sangue francese sotto i proiettili e i coltelli dei banditi di Mosca che voi amate»), o contro Léon Blum, presidente del Consiglio; nell'Action française del 15 maggio 1936 uscì un articolo che incitava all'eliminazione di Blum in quanto avversario del fascismo italiano di Mussolini, ammirato da Maurras: 
Il suo talento letterario dava alle sue opere teoriche una grande influenza negli ambienti colti e conservatori di Francia, e le sue qualità polemiche gli assicuravano un reale ascolto in altri, come l'Académie française.

### Attivismo politico

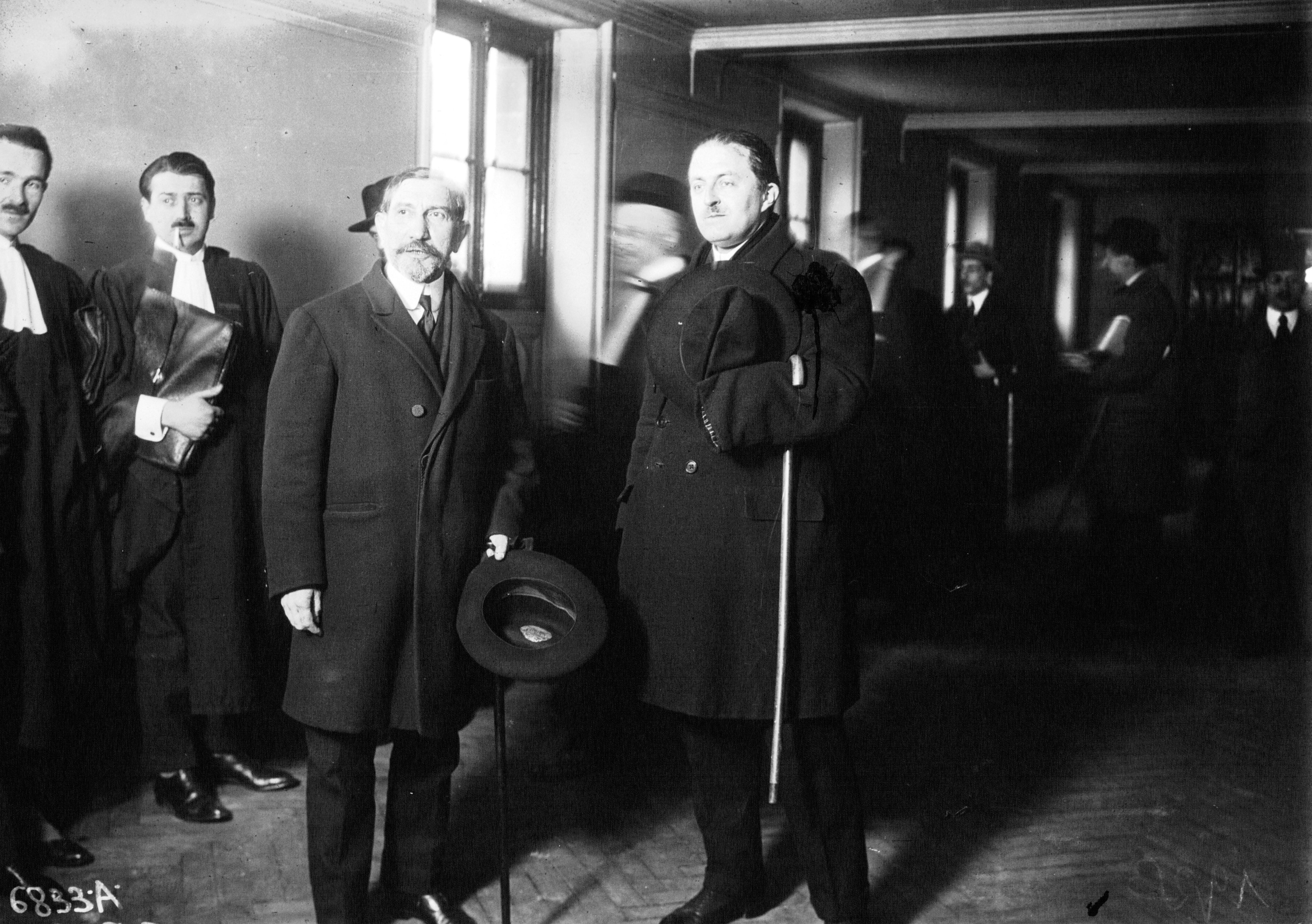
Maurras (a sinistra) con Maxime Real del Sarte, leader dei Camelot du Roi, ed altri membri dell'Action française

Nel 1905 fondò la Ligue d'Action Française (Lega d'Action Française) per raccogliere fondi in favore di Action Française, divenuta quotidiano e organo di stampa del movimento all'interno della politica mediatica (distribuzione di brochure di propaganda, affissioni ecc.). 
Apprezzava particolarmente la simbiosi tra i suoi epigoni nazionalisti italiani (Associazione Nazionalista Italiana, le camicie azzurre confluite nel PNF) e il Partito Nazionale Fascista, come scrisse su L'Action française il 18 luglio 1923.
Maurras ebbe un importante ascendente ideologico su Salazar e gli intellettuali del regime salazariano portoghese. Sostenne pienamente il generale Franco in Spagna e, fino alla primavera del 1939, Mussolini, sottolineando la parentela tra un buon numero dei suoi ideali e quelli del fascismo. 
La sua germanofobia gli impedì di fare lo stesso con Adolf Hitler, fino al 1941 (quando accettò un blando collaborazionismo), ma non rinnegò e continuò a collaborare con i suoi discepoli che ammiravano il nazismo: Robert Brasillach, Lucien Rebatet e la maggior parte degli altri giornalisti che collaboravano con Je suis partout, Abel Bonnard, Paul Chack, e altri, molti dei quali avevano abbandonato il partito. Fu eletto all'Académie française il 9 giugno 1938, nel seggio 16, succedendo ad Henri Robert. La sua accettazione ufficiale ebbe luogo l'8 giugno 1939.

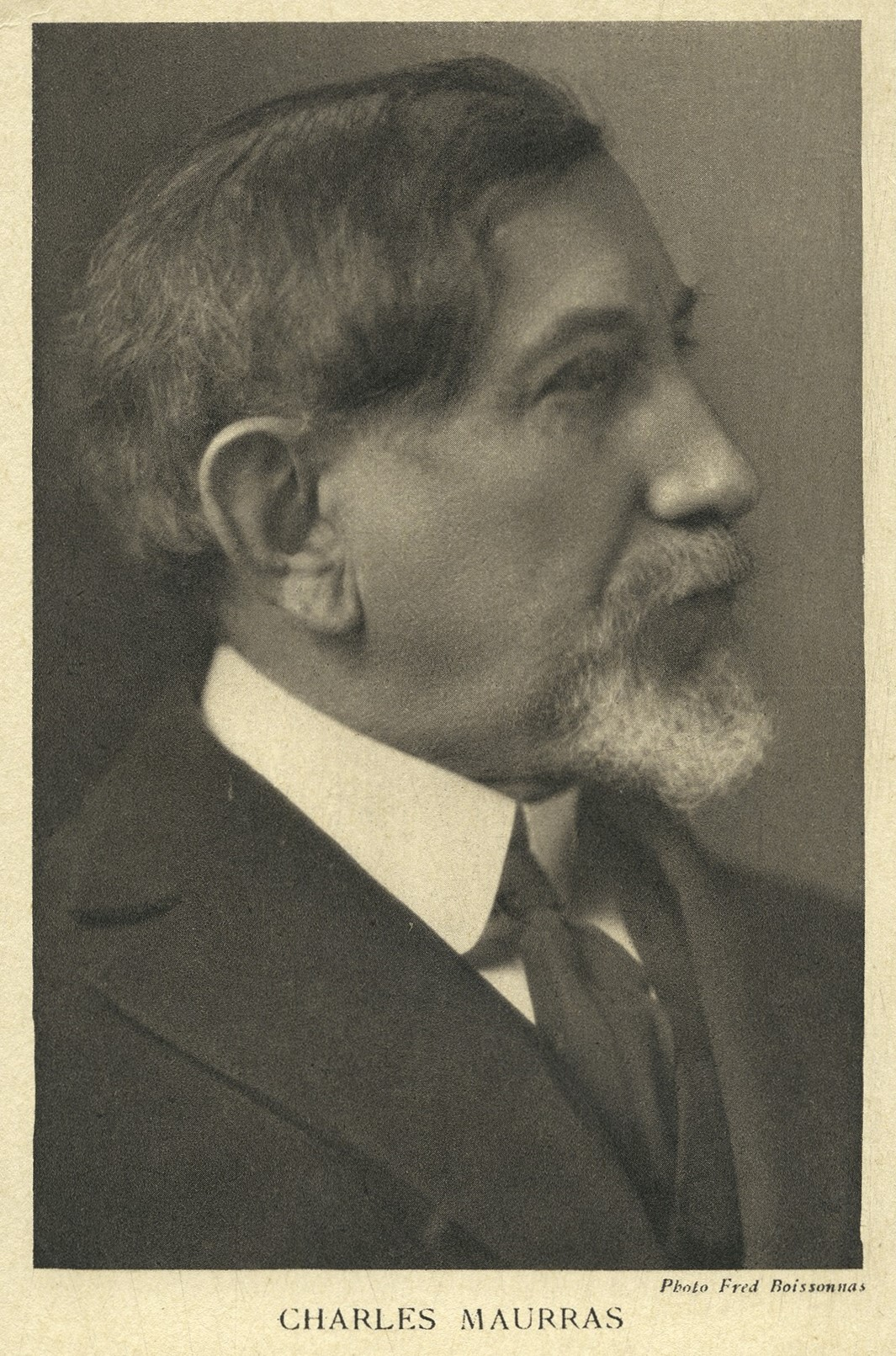
Charles Maurras nel 1925

Durante l'occupazione tedesca della Francia, Maurras fece riapparire Action française, sostenendo il regime di Vichy, che si ispirava in larga misura alle sue idee. Per lui, la salita al potere dal maresciallo Pétain era stata una "divina sorpresa" (Le Petit Marseillais, 9 febbraio 1941). Continuò le sue polemiche contro gli ebrei, i massoni e i "métèques" ("meticci" termine usato in modo offensivo per indicare gli asiatici e gli africani), con lo slogan: 
Il principale torto di Pétain, ai suoi occhi, fu quello di non andare abbastanza lontano nella politica antisemita: lo "statuto degli ebrei" dell'ottobre 1940 era per Maurras e i suoi collaboratori una buona cosa, ma doveva essere indurito e applicato più rigorosamente. Il nuovo statuto, del giugno 1941, fu una parziale soddisfazione. Il governo di Vichy collaborò alle deportazioni durante l'Olocausto.

### Semi-collaborazionismo ed ultimi anni
Rifiutando il collaborazionismo, Maurras fu comunque, almeno in pratica, l'incarnazione di una collaborazione "nella dignità". Così scrisse nell'Action française del 28 agosto 1942: «Con tutta la Francia, i prigionieri felicemente ringraziano il signor Hitler». Già nella sua edizione del 1º novembre 1940, Action française approvava l'annuncio di una collaborazione dal maresciallo Pétain a Montoire. Maurras non interruppe fino al 1944 le sue invettive contro i membri della Resistenza, invocando punizioni spietate su di loro, o sui loro familiari nel caso in cui i partigiani non potessero essere arrestati. Egli che aveva molto apprezzato Charles de Gaulle fino alla primavera del 1940 si scatenò contro il generale, partito per Londra.
Nonostante il suo arresto (1944) la sua condanna a vita per intelligenza con il nemico (1945), l'Académie, con l'ordinanza del 21 novembre 1944, non procedette alla radiazione di Charles Maurras, come invece farà qualche mese più tardi per il maresciallo Pétain: si accontentò, nella seduta del 1º febbraio 1945, di constatare l'esistenza della poltrona vacante e di decidere di non procedere all'elezione del successore fino alla morte del titolare. La sostituzione ebbe luogo nel 1953, con l'elezione di Antoine de Lévis-Mirepoix. Maurras si difese con vigore in tribunale e alla fine commentò la sua condanna all'ergastolo con un'esclamazione che lo definiva perfettamente, gridando in aula: «È la rivincita di Dreyfus!».

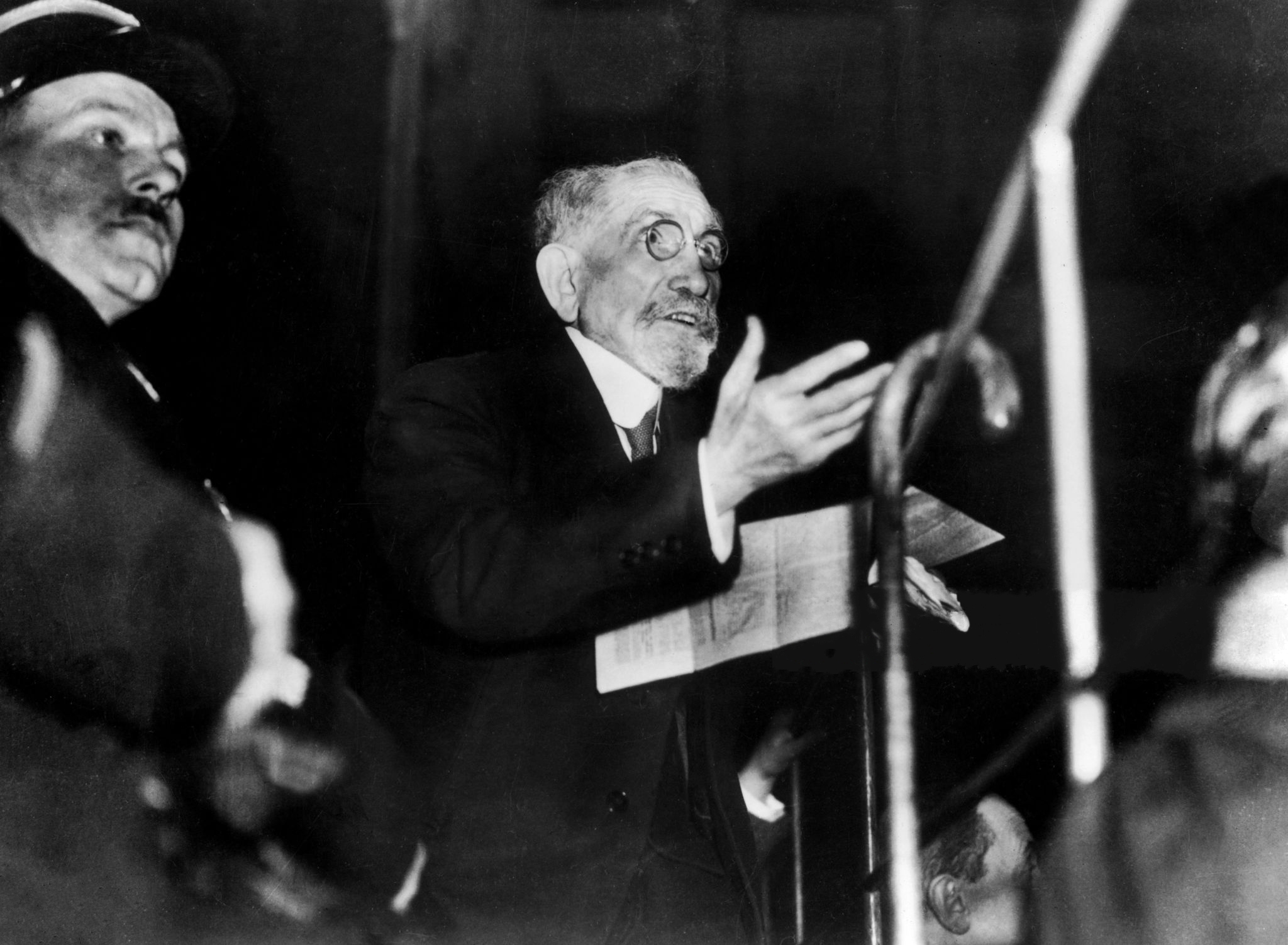
Maurras pronuncia un discorso di autodifesa durante il processo (1945)

Sebbene indebolito e imprigionato, Maurras collaborò con Aspects de la France, giornale fondato da suoi seguaci nel 1947, in seguito alla proibizione di Action française. 
Il processo a Maurras era stato principalmente basato sulle intenzioni e sull'ammirazione politica verso Pétain, e la condanna per collaborazionismo col nemico era per molti infondata e la pena eccessiva, paradossalmente assai simile a quello che aveva subito Dreyfus; perfino un avvocato ex dreyfusard ed ex monarchico, Daniel Halévy, suo antico nemico, di origine ebraica ma nazionalista, si batté perché Maurras ottenesse la revisione processuale e la riabilitazione.

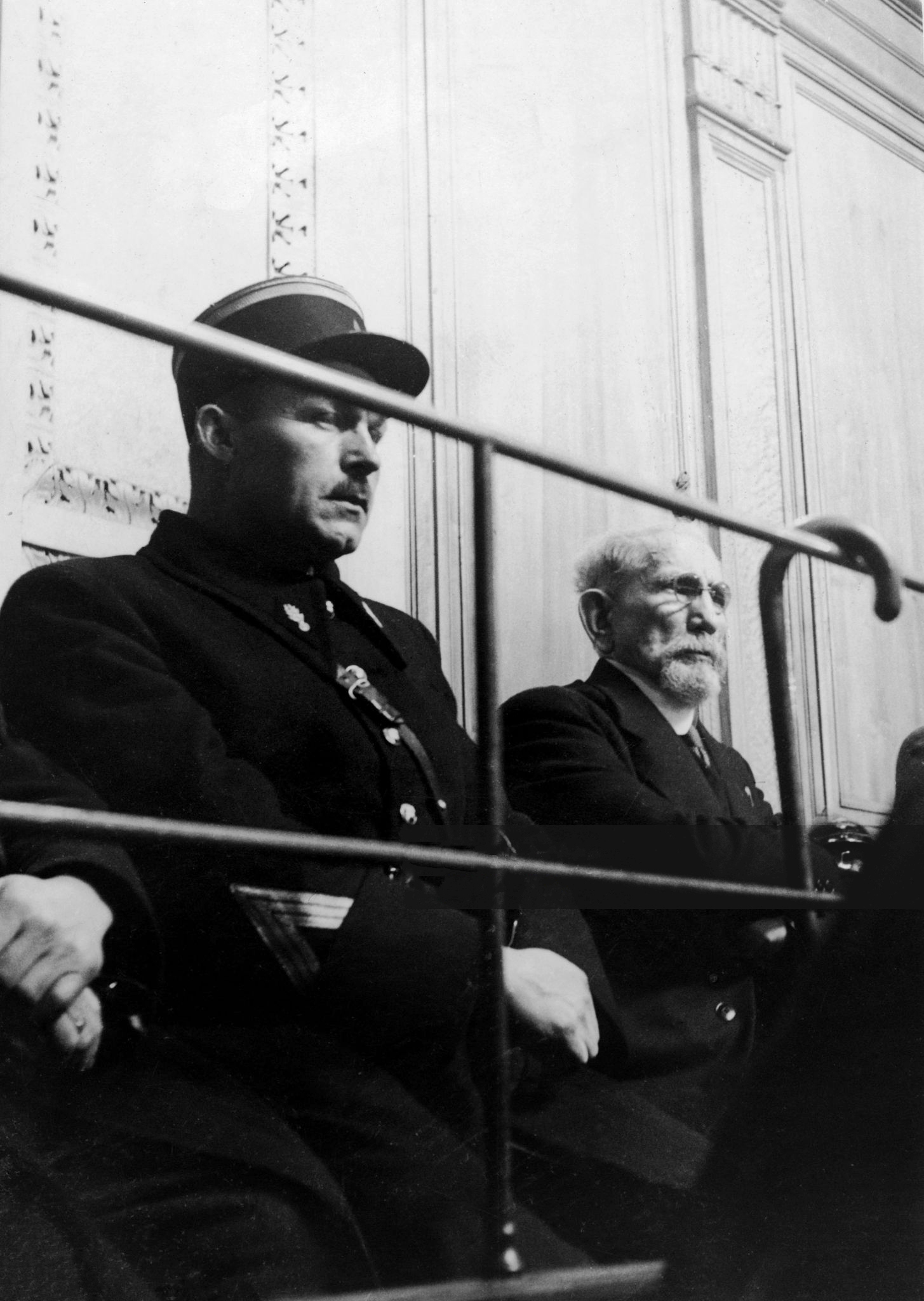
Un'altra immagine del processo Maurras

Dopo 6 anni in prigione, durante i quali scrisse moltissimo, nel 1951 ottenne la detenzione domiciliare e poi la sospensione della pena per motivi di salute; fu infine trasferito alla clinica Saint-Grégoire di Tours, nel quartiere Saint-Symphorien, dove nel marzo 1952 beneficiò della grazia con decreto presidenziale, ma non riuscì più a lasciare la casa di cura e tornare a Parigi, poiché morì sei mesi dopo. Nelle sue ultime settimane di vita si riavvicinò alla religione (come dimostrano anche le ultime poesie di tono religioso), molto probabilmente convertendosi ufficialmente in extremis o in articulo mortis al cattolicesimo, assistito da un sacerdote inviato appositamente.
Fu sepolto nella cappella di famiglia nel cimitero di Roquevaire, nel dipartimento delle Bocche del Rodano, in Provenza.

## Pensiero politico

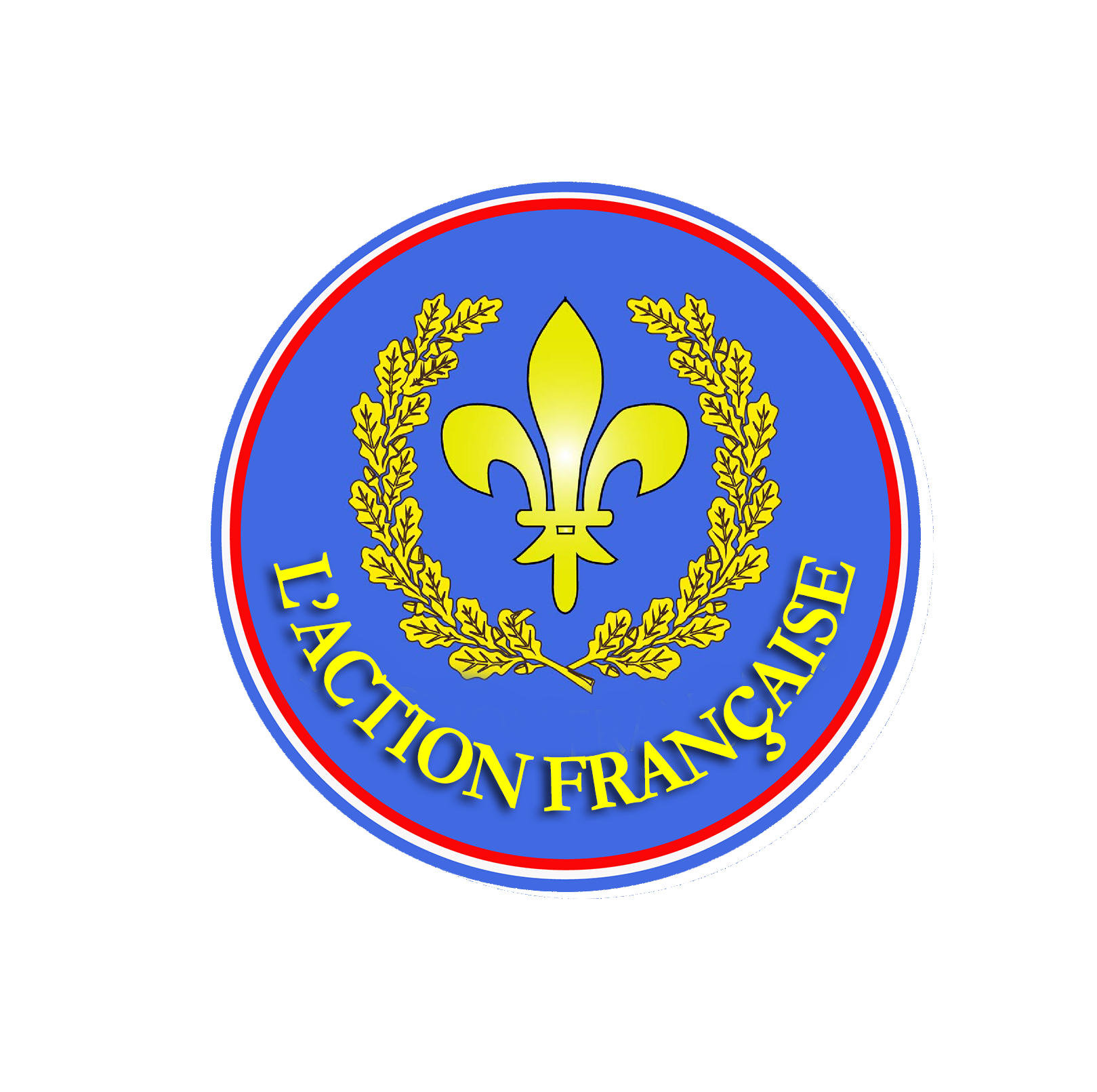
Versione moderna a colori del logo storico dell'Action française

Il maurrassismo è una dottrina politica elaborata da Maurras di cui l'Action française fu la punta di lancia. Fu un'ideologia nazionalista, antisemita, germanofoba (fino al 1941 almeno), sciovinista, revanscista (fino al 1919), monarchica, cattolica, militarista, nazionalsindacalista e con radici anche nel secondo positivismo e nella critica borghese-positivista alla rivoluzione francese.
Per Maurras, la Francia deve tornare royaliste, tradizionale, classicista nelle lettere e reazionaria, tornare ai tempi dell'Ancien Régime e della Restaurazione, contro lo spirito rivoluzionario, illuminista e romantico-liberale e romantico-nazionalista tedesco, a suo avviso, rappresentato a quell'epoca dalla Germania imperiale e dai quattro "Stati confederati" dell'Anti-Francia, cioè gli ebrei, i protestanti, i frammassoni e gli stranieri (perlopiù asiatici, africani e germanici non franchi), che Maurras chiama "meteci". Essi più che "meticci" sono descritti come cosmopoliti senza Patria, fedeli all'oro e al denaro, come meteci antichi, anche dello spirito.
Questi Stati confederati rappresentano l'anti-Francia e non possono in alcun caso far parte della nazione francese. La sovranità popolare, il governo dei cittadini e della maggioranza numerica sono fallaci. La democrazia è la fine della politica in quanto secondo Maurras è priva di veri principi, nemica della gerarchia e passionale, e platonicamente incline all'oligarchia economicista della produttività e dello sviluppo. La democrazia, rifiutando di attribuire valore e legittimità a ciò che non è votato dalla maggioranza, si sottomette al materialismo dei numeri e del denaro; gli elementi di "quantità" aumentano la demagogia, fino a che la democrazia diventa oligarchia plutocratica governata da tecnocrazia e mercati, della politica rimangono riti ridotti a cerimoniali senza significato ed effetti.
Negli anni della Grande guerra sulla questione ebraica si consuma una frattura col vecchio amico Maurice Barrès, che, avendo un ripensamento, definisce ebrei, socialisti, tradizionalisti e protestanti come i quattro Stati confederati del genio nazionale francese. Anche il romanticismo francese della Restaurazione, ammirato a volte poeticamente ma non politicamente (Chateaubriand, Madame de Staël...), secondo Maurras ha solo sostituito il razionalismo della Rivoluzione francese con il sentimentalismo, proseguendo l'illuminismo nella forma di Rousseau, ma non ha rivivificato la cristianità medievale, la romanità e l'ellenismo, per lui sola "ragione universale" (espressione di de Maistre) opposta alla ragione individuale, favorendo il proseguimento delle idee rivoluzionarie culminate con i moti come quelli del 1830 e del 1848, seguendo un «impulso sentimentale che li ha condotti a proporre come assunzioni dottrinali mere associazioni di immagini senza consistenza né coscienza, dunque senza verità»; per lui «il male del mondo moderno deriva dall’avere l'élite intellettuale di Francia sdegnato la ragione facendo quasi esclusivamente appello alle passioni e ai sentimenti», allineandosi al parlamentarismo e al liberalismo economico germanico-anglosassone ("i barbari") di matrice giudaico-protestante e massonica, accettando la democrazia da lui definita la "tradizione della morte" per la civiltà occidentale. L'unica vera libertà si trova per lui nel comunitarismo, nelle corporazioni, nell'autorità, nella dottrina sociale della Chiesa, nella mediazione dei sacerdoti nella lettura della Bibbia, mentre il mondo moderno, compenetrato dal "biblismo veterotestamentario" del Sola Scriptura conduce all'individualismo e quindi al nichilismo, di cui il mondo tedesco è l'esempio, avendo perso «quella disciplina mentale, morale, estetica, quella ragione, quel diritto, quella legge, quell'ordine, quel gusto che costituivano tutto il capitale civilizzatore dello spirito classico». La scienza e la tecnica hanno funzione solo al servizio della comunità. Il vero progresso è aristocratico, e "al pari dell'autorità, la ragione va ricondotta in alto, in consonanza con i dettami dello spirito classico, che è insieme spirito di progresso e di ordine". Lo Stato è solo il garante organico dell'ordine, ma deve cedere all'autorità del monarca e al particolarismo localista-autonomista, in una sorta di nuovo feudalesimo federale (Maurras è nazionalista della Patria francese ma anche molto legato alla sua terra d'origine, la "piccola Patria" della Provenza). Si tratta di un autoritarismo monarchico strettamente ereditario e temperato dal decentramento, che solo può garantire le libertà civili. È evidente in tutta l'impostazione, a parte antisemitismo, militarismo e antiprotestantesimo, l'influsso legittimista-ultrarealista del progetto di Costituzione monarchica elaborato da Enrico d'Artois (per Maurras l'ultimo vero Re di Francia, Enrico V), progetto di unionismo con i sostenitori dei Borbone-Orléans, ovvero una monarchia costituzionale pura, non parlamentare (il Parlamento, con una camera di nomina regia, è solo un supporto al governo, che vota tasse e leggi nazionali, ma non il perno delle decisioni), e decentrata, a democrazia corporativa e suffragio famigliare o dei capofamiglia, e di corporazione, a più livelli. Tutto il potere decisionale risiede nel re, nelle autorità locali, nelle corporazioni (che fungono anche da sindacati) e nelle famiglie, elementi dell'ordine "naturale" delle cose.
Studi approfonditi su Maurras, il suo pensiero e la sua cultura sono stati effettuati da Ernst Nolte nel suo Il fascismo nella sua epoca (noto anche come I tre volti del fascismo) e da Domenico Fisichella.

## Opere
- 1889: Théodore Aubanel
- 1891: Jean Moréas
- 1894: Le Chemin du Paradis, mythes et fabliaux (Il cammino del paradiso)
- 1896-1899: Le voyage d'Athènes
- 1898: L'idée de décentralisation
- 1899: Trois idées politiques: Chateaubriand, Michelet, Sainte-Beuve
- 1900: Enquête sur la monarchie
- 1901: Anthinéa: d'Athènes à Florence (Anthinea)
- 1902: Les Amants de Venise, George Sand et Musset (Gli amanti di Venezia)
- 1905: L'Avenir de l'intelligence (L'avvenire dell'intelligenza)
- 1906: Le Dilemme de Marc Sangnier
- 1910: Kiel et Tanger
- 1912: La Politique religieuse
- 1914: L'Action française et la religion catholique
- 1915: L'Étang de Berre
- 1916: Quand les Français ne s'aimaient pas
- 1916-1918: Les Conditions de la victoire, 4 volumi
- 1921: Tombeaux
- 1922: Inscriptions
- 1923: Poètes
- 1924: L'Allée des philosophes
- 1925: La Musique intérieure
- 1925: Barbarie et poésie
- 1927: Lorsque Hugo eut les cent ans
- 1928: Le prince des nuées.
- 1928: Un débat sur le romantisme
- 1928: Vers un art intellectuel
- 1929: Corps glorieux ou Vertu de la perfection
- 1929: Promenade italienne
- 1929: Napoléon pour ou contre la France
- 1930: De Démos à César
- 1930: Corse et Provence
- 1930: Quatre nuits de Provence
- 1931: Triptyque de Paul Bourget
- 1931: Le Quadrilatère
- 1931: Au signe de Flore
- 1932: Heures immortelles
- 1932-1933: Dictionnaire politique et critique, 5 volumi
- 1935: Prologue d'un essai sur la critique
- 1937: Quatre poèmes d'Eurydice
- 1937: L'amitié de Platon
- 1937: Jacques Bainville et Paul Bourget
- 1937: Les vergers sur la mer
- 1937: Jeanne d'Arc, Louis XIV, Napoléon
- 1937: Devant l'Allemagne éternelle
- 1937: Mes idées politiques
- 1940: Pages africaines
- 1941: Sous la muraille des cyprès
- 1941: Mistral
- 1941: La seule France
- 1942: De la colère à la justice
- 1943: Pour un réveil français
- 1944: Poésie et vérité
- 1944: Paysages mistraliens
- 1944: Le Pain et le Vin
- 1945: Au-devant de la nuit
- 1945: L'Allemagne et nous
- 1947: Les Deux Justices ou Notre J'accuse
- 1948: L'Ordre et le Désordre
- 1948: Maurice Barrès
- 1948: Une promotion de Judas
- 1948: Réponse à André Gide
- 1949: Au Grand Juge de France
- 1949: Le Cintre de Riom
- 1950: Mon jardin qui s'est souvenu 1950
- 1951: Tragi-comédie de ma surdité
- 1951: Vérité, justice, patrie (con Maurice Pujo)
- 1952: À mes vieux oliviers
- 1952: La Balance intérieure
- 1952: Le Beau Jeu des reviviscences
- 1952: Le Bienheureux Pie X, sauveur de la France
- 1953: Pascal puni (postumo)
- 1958: Lettres de prison (1944-1952) (postumo)
- 1966: Lettres passe-murailles, correspondance échangée avec Xavier Vallat (1950-1952) (postumo)